# Liste du patrimoine culturel immatériel de l'humanité en Équateur
Cet article recense les pratiques inscrites au patrimoine culturel immatériel en Équateur.

## Statistiques
L'Équateur ratifie la convention pour la sauvegarde du patrimoine culturel immatériel le 13 février 2008. La première pratique protégée est inscrite en 2008.
En 2021, L'Équateur compte 4 éléments inscrits au patrimoine culturel immatériel, tous sur la liste représentative.

## Listes

### Liste représentative
Les éléments suivants sont inscrits sur la liste représentative du patrimoine culturel immatériel de l'humanité.
| Élément | Type                                                                | Subdivision | Année | Lien  | Notes                    | Illus. |
| --- | ------------------------------------------------------------------- | ----------- | ----- | ----- | ------------------------ | ------ |
| Le patrimoine oral et les manifestations culturelles du peuple Zápara                                                                             | traditions et expressions orales                                    | Pastaza     | 2008  | 00007 | Partagé avec le Pérou    |        |
| Le tissage traditionnel du chapeau de paille toquilla équatorien                                                                                  | savoir-faire liés à l’artisanat traditionnel                        |             | 2012  | 00729 |                          |        |
| Les musiques de marimba, les chants et les danses traditionnels de la région du Pacifique Sud colombien et de la province d'Esmeraldas d'Équateur | pratiques sociales, rituels et événements festifs                   | Esmeraldas  | 2015  | 01099 | Partagé avec la Colombie |        |
| Le pasillo, chant et poésie | arts du spectacle pratiques sociales, rituels et événements festifs |             | 2021  | 01702 |                          |        |

### Patrimoine immatériel nécessitant une sauvegarde urgente
L'Équateur ne compte aucun élément listé sur la liste du patrimoine immatériel nécessitant une sauvegarde urgente.

### Registre des meilleures pratiques de sauvegarde
L'Équateur ne compte aucune pratiques listée au registre des meilleures pratiques de sauvegarde.